# 목록대왕
목록대왕(木鹿大王, ?~225년)은 중국 소설 《삼국지연의》에 등장하는 가공의 인물로 팔납동의 수장이다.

## 《삼국지연의》에서의 목록대왕
맹획은 제갈량에게 다섯 번 잡혔다가 풀려난 뒤, 수많은 예물을 싣고, 목록대왕에게 구원을 요청한다.
그는 거대한 코끼리를 탄 채로 맹수들과 3만의 군사를 지휘하며 맹획에게 갔다. 삼강성이 함락되고 타사대왕(朶思大王)이 전사하자 그는 굶주린 맹수들과 병사들을 이끌고 맹획을 구원하고 제갈량과 전투를 벌였다.
첫 싸움에서 조운과 위연을 패주시키나 다음 전투에서 제갈량이 만든 병기에 맹수들이 도망가자 제갈량과 정면으로 싸우려 하나, 관색이 덤벼들어 겨루다가 전사한다.